# 三浦环

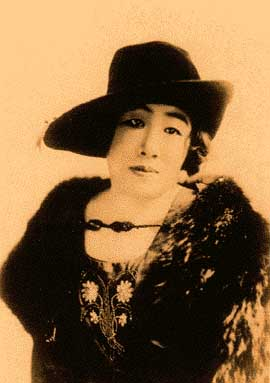
三浦环

位於長崎格洛弗園的三浦环塑像

三浦环（1884年2月22日—1946年5月26日）是一位知名的日本声乐家。
三浦环出生于东京，祖籍静冈，其父母和丈夫三浦政太郎都是静冈县出身。1903年在日本人表演的第一部歌剧《奥菲欧与尤丽狄茜》（Orfeo ed Euridice）中，19岁的三浦环被提拔为女主角。此后，作为帝国剧院专属女主角活跃在歌剧舞台上。
从1914年开始，三浦环先后在德、英、美、意大利等国生活，在各地演出多场并获成功。特别是在《蝴蝶夫人》中扮演的蝴蝶夫人得到了作曲家普契尼的赞赏：作品就像是为三浦环而创作的”。该剧目演出多达2000场以上。1935年回到日本之后继续活跃在国内舞台上。1946年在东京逝世。